# Październikowy wieczór w Apelvik
Październikowy wieczór w Apelvik (szw. Oktoberafton, Apelvik) – obraz olejny Nilsa Kreugera namalowany 1894 roku, należący do jego szczytowych osiągnięć.

## Historia
W październiku 1893 roku w Varberg rozpoczął działalność ruch artystyczny, znany jako Varbergsskolan – Szkoła z Varberg. Tworzyli go trzej zaprzyjaźnieni ze sobą malarze: Karl Nordström, Richard Bergh i Nils Kreuger. Najbardziej twórczymi porami roku były w ich wspólnej pracy jesień i wczesna wiosna. Szkoła z Varberg stała się najbardziej wpływową siłą w rozwoju narodowo-romantycznego i syntetycznego stylu w szwedzkim malarstwie ostatniej dekady XIX wieku. Bergh, Nordstrom i Kreuger byli w swej twórczości pod wpływem Gauguina i van Gogha.
Znajomość z Nordströmem i Berghiem bardzo pomogła Kreugerowi w rozwoju jego malarstwa pejzażowego. W liście do księcia Eugeniusza z grudnia 1893 roku Bergh pisał, iż Kreuger przemierza prowincję chwytając najbardziej poetyckie motywy, w których on i Nordström niczego nie dostrzegali i które opracowuje w sposób przewyższający wszystko to, czego dotychczas dokonał. Jesienią 1893 roku Kreuger wykonał szkice do dwóch dużych obrazów, które malowanie rozpoczął zimą 1893, a skończył wiosną 1894 roku. W obu obrazach wyorane pługiem bruzdy i granice pól oraz drewniane płoty tworzą ukośne linie, biegnące od lewego dolnego do prawego górnego rogu. Szkic Październikowego wieczoru powstał jako rysunek w sepii; teren został przedstawiony za pomocą poziomych kresek, biegnących przeciwnie do kierunku bruzd pługa. W końcowym obrazie małe szkice zostały powiększone, ruchy pędzla stały się bardziej energiczne, a użycie lśniących kolorów stworzyło wrażenie głębi. Richard Berg w liście do Georga Pauli, skarżył się, że „nie było łatwo stać się kolorowym w takim jesiennym i mglistym miejscu jak Varberg”.

## Opis
Październikowy wieczór w Apelvik jest obrazem typowym dla twórczości Kreugera z I połowy lat 90. Został malowany na chłonnym podłożu z szorstkiej juty, które posłużyło do intensyfikacji ostrych konturów słabo oświetlonej ziemi. Obraz odznacza się równie mocną rytmiką, co kolorystyką. Ziemia została oddana w dominujących, brązowofioletowych tonacjach, a wieczorne niebo w barwach różowych, turkusowych, żółtych i fioletowych. Smagane wichrem drzewo naśladuje rytmikę obrazu wyginając się w lewo i efektownie odcinając się na the nieba. Takie poskręcane wiatrem drzewa są typowe dla krajobrazu w okolicach Varberg. Błękitnofioletowe bruzdy z prawej strony obrazu, wsysane są do góry, układając się w formie łuku i znajdując swe przedłużenie na nieboskłonie w formie pomarańczowego, świetlistego strumienia. Dzięki takiemu uformowaniu bruzd Kreuger stworzył wrażenie gwałtownego ruchu, wciągającego wzrok widza w przestrzeń obrazu i kierując go ku górze, ku pagórkowi. Poprzez dramatyczne ukształtowanie przestrzeni i ekspresyjną kolorystykę, wyrażoną przy pomocy lśniących tonacji współgrających ze sobą barw artysta nadał swemu obrazowi silnie emocjonalny podtekst.
Obraz ukazuje Kreugera w szczytowym momencie jego twórczych osiągnięć.

## Dzieje obrazu
Obraz był prezentowany na wystawach związku artystów Konstnärsförbundet w Sztokholmie w latach 1894, 1895 i 1905, a później na wystawie poświęconej Kreugerowi w Prins Eugens Waldemarsudde w Sztokholmie (wrzesień 2004–styczeń 2005), w Speed Art Museum w Louisville (jako dwuletnie wypożyczenie), w Groninger Museum w Groningen (grudzień 2012–kwiecień 2013) i w Kunsthalle der Hypo-Kulturstiftung w Monachium (kwiecień–październik 2013). Obraz był własnością Alarika Lindskoga z Västervik. Obecnie znajduje się w zbiorach Peter Nahum At The Leicester Galleries.